# St. Hubertus (Ehlingen)

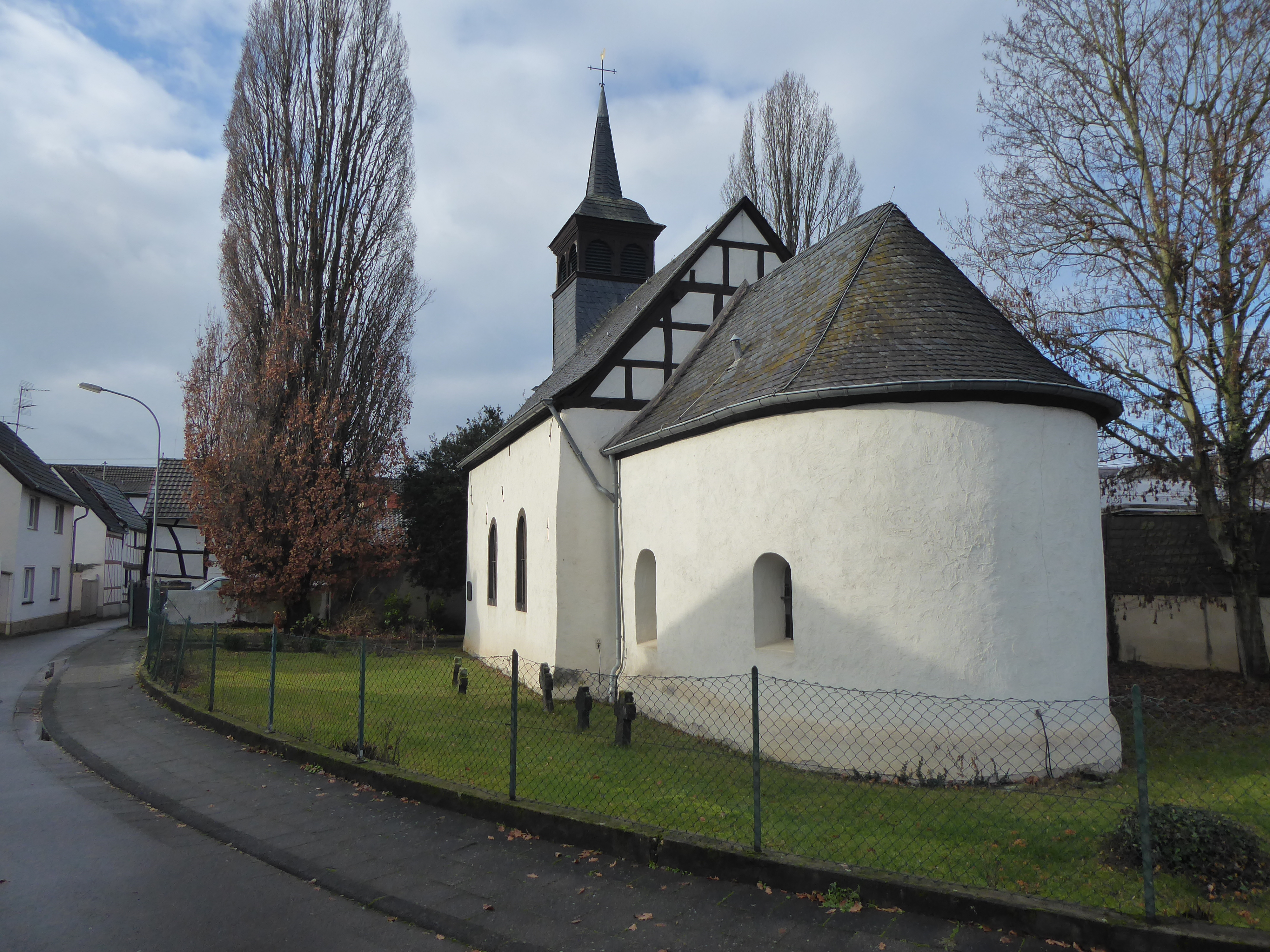
Kapelle St. Hubertus, Portal und Südseite

Die Kapelle St. Hubertus in Ehlingen, einem Stadtteil von Bad Neuenahr-Ahrweiler im Landkreis Ahrweiler im nördlichen Rheinland-Pfalz, ist eine katholische Kapelle aus dem 18. Jahrhundert.

## Geschichte
Eine Kapelle wird in Ehlingen in der Mitte des 17. Jahrhunderts erstmals erwähnt. Die Chormauern wurden beim Bau der Kapelle St. Hubertus wiederverwendet. Das Schiff mit zwei steinernen Kreuzgratgewölben auf Wandpilastern wurde 1773 errichtet. Die Jahreszahl 1773 ist über dem Eingangsportal eingemeißelt.
Ein quadratischer Dachreiter ziert das schiefergedeckte Dach.
Aus neuerer Zeit stammt die Skulptur des hl. Hubertus auf dem barocken, säulenverzierten Hochaltar. Noch zwei weitere Hubertusskulpturen aus dem 16. und 17. Jahrhundert befinden sich in der Kapelle.